# Брејкенриџ (Пенсилванија)
Брејкенриџ (енгл. Brackenridge) град је у америчкој савезној држави Пенсилванија.

## Демографија
По попису из 2010. године број становника је 3.260, што је 283 (-8,0%) становника мање него 2000. године.
| Група             | 2000.         | 2010.         |
| Белци             | 3.355 (94,7%) | 3.025 (92,8%) |
| Афроамериканци    | 122 (3,4%)    | 141 (4,3%)    |
| Азијати           | 8 (0,2%)      | 10 (0,3%)     |
| Хиспаноамериканци | 19 (0,5%)     | 22 (0,7%)     |
| Укупно            | 3.543         | 3.260         |